# Sporus z Nikei
Sporus z Nikei (gr. Σπόρος ὁ Νικαῖος ur. ok. 240, zm. ok. 300) – starożytny grecki matematyk i astronom. Większość jego pracy skupiała się na zagadnieniach kwadratury koła i podwojenia sześcianu, głównie polemizowaniu ze współczesnymi mu matematykami.